# Stazione di Pietra Ligure
La stazione di Pietra Ligure è una stazione ferroviaria posta lungo la linea Genova-Ventimiglia, al servizio dell'omonimo comune.
RFI classifica la stazione come silver.

## Storia
La stazione di Pietra Ligure venne attivata nel 1872, all'apertura della tratta ferroviaria da Savona a Ventimiglia.

L'attuale fabbricato viaggiatori venne costruito nel 1938 su progetto di Roberto Narducci. Dal 12 aprile 2019 è stato soppresso un binario per la costruzione del sottopassaggio pedonale.

## Strutture e impianti
La struttura è costituita da due corpi indipendenti collegati da una pensilina. Nell’edificio principale sono ubicati, al piano del ferro, tutti i servizi di stazione e per il pubblico mentre nel secondo vi sono i bagni e ulteriori servizi. Al primo piano invece vi sono gli alloggi per il personale. C’era anche un magazzino per le merci. I materiali utilizzati per l’edificazione sono prevalentemente locali: pietra di Borgio Verezzi di colore rosa, marmo e cubetti di ceramica Ligure per i pavimenti.

## Movimento
Alla stazione fermano molti treni: i regionali, quasi tutti i regionali veloci ed anche alcuni  InterCity.